# Lijst van rijksmonumenten in Utrechtse Heuvelrug
De gemeente Utrechtse Heuvelrug telt 484 inschrijvingen in het rijksmonumentenregister, hieronder een overzicht. 

## Amerongen
De plaats Amerongen telt 142 inschrijvingen in het rijksmonumentenregister. Zie Lijst van rijksmonumenten in Amerongen voor een overzicht.

## Doorn
De plaats Doorn telt 89 inschrijvingen in het rijksmonumentenregister. Zie Lijst van rijksmonumenten in Doorn voor een overzicht.

## Driebergen-Rijsenburg
De plaats Driebergen-Rijsenburg telt 133 inschrijvingen in het rijksmonumentenregister. Zie Lijst van rijksmonumenten in Driebergen-Rijsenburg voor een overzicht.

## Leersum
De plaats Leersum telt 60 inschrijvingen in het rijksmonumentenregister. Zie Lijst van rijksmonumenten in Leersum voor een overzicht.

## Maarn
De plaats Maarn telt 25 inschrijvingen in het rijksmonumentenregister. Zie Lijst van rijksmonumenten in Maarn voor een overzicht.

## Maarsbergen
De plaats Maarsbergen telt 32 inschrijvingen in het rijksmonumentenregister. Zie Lijst van rijksmonumenten in Maarsbergen voor een overzicht.

## Overberg
De plaats Overberg telt 3 inschrijvingen in het rijksmonumentenregister.Hieronder een overzicht.
| Object                                              | Oorspronkelijke functie?  | Bouwjaar  | Architect | Locatie     | Coördinaten?                 | Nr.?   | Afbeelding                |
| --------------------------------------------------- | ------------------------- | --------- | --------- | ----------- | ---------------------------- | ------ | ------------------------- |
| Boerderij onder grotendeels met riet gedekt wolfdak | Boerderij                 | 18e eeuw  |           | Dwarsweg 60 | 52° 1' 49" NB, 5° 30' 27" OL | 7744   | Meer afbeeldingen         |
| Grebbeliniedijk Amerongen                           | Open verdedigingswerk     | 1745-1746 |           | Liniedijk   | 52° 2' 55" NB, 5° 29' 29" OL | 528632 | Grebbeliniedijk Amerongen |
| Werk aan den Rooden Haan                            | Fort, vesting en -onderdl | 1785-1786 |           | Slaperdijk  | 52° 2' 25" NB, 5° 31' 43" OL | 528633 | Werk aan den Rooden Haan  |

Amersfoort ·
Baarn ·
Bunnik ·
Bunschoten ·
De Bilt ·
De Ronde Venen ·
Eemnes ·
Houten ·
IJsselstein ·
Leusden ·
Lopik ·
Montfoort ·
Nieuwegein ·
Oudewater ·
Renswoude ·
Rhenen ·
Soest ·
Stichtse Vecht ·
Utrecht ·
Utrechtse Heuvelrug ·
Veenendaal ·
Vijfheerenlanden ·
Wijk bij Duurstede ·
Woerden ·
Woudenberg ·
Zeist